# Enicospilus pulkus
Enicospilus pulkus là một loài tò vò trong họ Ichneumonidae.